# ادم دو لا ال
ادم دو لا ال (به فرانسوی: Adam de la Halle) شاعر و موسیقی‌دان قرن سیزدهم میلادی اهل فرانسه است.